# Tegenaria africana
Tegenaria africana là một loài nhện trong họ Agelenidae.
Loài này thuộc chi Tegenaria. Tegenaria africana được Hippolyte Lucas miêu tả năm 1846.